# Żydowski kureń Ukraińskiej Armii Halickiej
Żydowski kureń Ukraińskiej Armii Halickiej (ukr. Жидівський курінь, oficjalnie Пробойовий курінь І Корпусу Галицької Армії) – pododdział Ukraińskiej Armii Halickiej, złożony głównie z Żydów, uformowany w lipcu 1919 podczas ofensywy czortkowskiej z żydowskiej milicji Tarnopola i okolic.
Oddział należał do I Korpusu UHA, jego dowódcą był por. Salomon Lajnberg. Oddział składał się z 4 kompanii strzeleckich (po 200-220 żołnierzy), kompanii karabinów maszynowych, plutonu kawalerii, plutonu saperów i plutonu łączności.
Miejscem formowania i szkolenia była wieś Ostapie koło Podwołoczysk. Od 14 lipca kureń brał udział w walkach z wojskami polskimi w rejonie Zbaraża, Skałatu i Husiatyna, osłaniając odwrót wojsk ukraińskich za Zbrucz.
W walkach na terenie Ukraińskiej Republiki Ludowej oddział walczył z Armią Czerwoną w składzie I Korpusu UHA, odznaczając się w bitwach pod Płoskirowem, Fastowem, Winnicą i Berdyczowem.
Wskutek epidemii tyfusu i dyzenterii oddział stracił 2/3 składu, w związku z czym został rozformowany, a żołnierze wcieleni do innych jednostek. Dowódca kurenia trafił do polskiej niewoli, w której zmarł.